# Монтес, Иоланда
Иола́нда Иво́нн Мо́нтес Фа́ррингтон (исп. Yolanda Yvonne Montes Farrington; 3 января 1932, Спокан, Вашингтон — 16 февраля 2025, Пуэбла-де-Сарагоса), более известная под сценическим псевдонимом Тонголеле (исп. Tongolele) — мексиканская актриса, американская балерина и танцовщица мексиканского происхождения. Является одной из самых знаменитых танцовщиц США. Является также писательницей и художницей, трижды проходила выставка её работ.

## Биография
Родилась 3 января 1932 года в Спокане (штат Вашингтон) в смешанной семье — отец Эльмер Свен Монтес был испанцем, мать Эдна Перл Фаррингтон была шведкой. С детства увлеклась танцам. Выступала в качестве балерины в Сан-Франциско. В 1947 году переехала в Мексику, где устроилась на работу в кабаре Тиволи в качестве танцовщицы, и делала свою работу с огромным успехом. В том же году она придумала своё сценическое имя — Тонголеле. Карьера танцовщицы принесла огромный успех и привлекла внимание кинорежиссёров. В 1947 году дебютировала в фильме «Ночная любовь» и с тех пор снялась в 28 работах в кино и телесериалах. В 2001 году снималась в роли Йоланды — хозяйки кабаре «Де Руби» в мексиканском телесериале «Страсти по Саломее», которая принесла актрисе известность во многих странах мира.
Скончалась 16 февраля 2025 года в Пуэбле.

## Личная жизнь
В 1956 году Иоланда Монтес вышла замуж за кубинца Хоакина Гонсалеса, с которым встречалась с конца 1940-х годов, а в 1950 году родила своему будущему супругу братьев-близнецов Рубена и Рикардо. Совместная жизнь продолжалась до смерти Гонсалеса 22 декабря 1996 года.

## Фильмография

### Телесериалы телекомпанииTelevisa
- 1983 — Страстная Исабела
- 2001-02 — Страсти по Саломее — Йоланда

### Фильмы

#### Золотой век мексиканского кинематографа
- 1947 — Ночная любовь
- 1948 — Они убили Тонголеле — Йоланда
- 1951 — Убейте меня, потому что я умру?
- 1953 — А вот и дармоеды — балерина
- 1958 — Музыка всегда

#### Фильмы последующих лет
- 1967 — Женщины-пантеры — Тонголеле
- 1971 — Люди-змеи (совм. с США) — Калеа

## Награды и премии
- 2006 — ACE.
- 2010 — Lunan del Auditorio.
- 2011 — Premio al Merito Cultural.
- 2014 — Medalla Agustin Lara.